# Тоотсі (Виру)
Тоотсі (ест. Tootsi, виро Toodsi) — село в Естонії, входить до складу волості Виру, повіту Вирумаа.